# Estheria bohemani
Estheria bohemani là một loài ruồi trong họ Tachinidae.